# Хвоинский, Леонид Адамович
Леонид Адамович Хвоинский (род. 27 февраля 1957, Подлесное, Кокчетавская область) — российский политический деятель, депутат Государственной думы четвёртого созыва[1]

## Биография
В 1979 году окончил Сибирский автомобильно-дорожный институт им. В. В. Куйбышева, кафедра «Автомобильные дороги»,
В 1998 году Российскую академию государственной службы при Президенте РФ по специальности «Государственное и муниципальное управление».
В 2001 году защитил кандидатскую диссертацию по теме: «Исследование и разработка методов обеспечения устойчивости дорожных конструкций автомобильных дорог Западной Сибири».

## Трудовая деятельность
Трудовую деятельность начинал в 1973—1974 гг. — дорожным рабочим.
После окончания Сибирского автомобильно-дорожного института им. В. В. Куйбышева с 1979 по 1998 гг. работал мастером, прорабом, главным инженером, начальником ДСУ № 7 г. Новоалтайска;
- 1998—2003 гг. — начальник Государственного унитарного предприятия Алтайского края по управлению дорожным хозяйством, проектированию, строительству, реконструкции, ремонту и содержанию автомобильных дорог «Алтайавтодор»;

- с 2003 года по настоящее время — заведующий кафедрой «Транспортное строительство» Алтайского государственного технического университета им. И. И. Ползунова;
- 2003—2007 гг. — Депутат Государственной Думы Федерального Собрания Российской Федерации IV созыва. Член Комитета по промышленности, строительству и наукоёмким технологиям;
- с 2006 года по настоящее время — Президент Ассоциации дорожников г. Москвы;
- с 2008 года по настоящее время — генеральный директор Саморегулируемой организации "Союз дорожно-транспортных строителей «СОЮЗДОРСТРОЙ»,;
- c 2010 года по настоящее время — генеральный директор Саморегулируемой организации Союз "Межрегиональное объединение организаций энергетического обследования транспортного комплекса «СоюзДорЭнерго».

Живёт и работает в Москве.

## Научная и публицистическая деятельность
Кандидат технических наук, в 2001 году защитил кандидатскую диссертацию по теме: «Исследование и разработка методов обеспечения устойчивости дорожных конструкций автомобильных дорог Западной Сибири». Академик Международной академии транспорта. Автор более восьмидесяти публикаций по вопросам дорожного строительства и законодательства в транспортной отрасли.
Имеет 12 авторских свидетельств на изобретения.
— с 2011 года — член редакционного совета журнала «Автомобильные дороги»
— с 2012 года — член редакционного совета журнала «Транспортная стратегия XXI век»;
— член редакционной коллегии журнала «Дороги Содружества Независимых Государств»;
— с 2017 года — член редакционного совета журнала «Наука и техника в дорожной отрасли»;
— главный редактор справочно-энциклопедической антологии Д69 «Дороги, мосты и тоннели России» М.:Саморегулируемая организация "Союз дорожно-транспортных строителей «СОЮЗДОРСТРОЙ», Медиа Групп «Орбита», 2017. −1400 с..
Автор свыше 200 печатных работ.

## Общественная деятельность
- С 2003 по 2007 гг. — член Комитета по промышленности, строительству и наукоёмким технологиям Государственной Думы Федерального Собрания РФ;
- член Комиссии Государственной Думы по рассмотрению расходов федерального бюджета, направленных на обеспечение обороны и государственной безопасности РФ;
- Заместитель председателя Экспертного Совета по дорожному хозяйству при Комитете по промышленности, строительству и наукоёмким технологиям;
- С 2008 по 2021 гг. — член Экспертного Совета по дорожному хозяйству при Комитете Государственной Думы РФ по транспорту и строительству;
- С 2009 года — член Совета Ассоциации «Национальное объединение строителей»;
- С 2010 года — председатель Комитета по транспортному строительству Ассоциации «Национальное объединение строителей»;
- Заместитель председателя Общественного совета при Федеральном дорожном агентстве (Росавтодор);
- член секции «Государственная политика в области дорожного хозяйства» научно-технического Совета Министерства транспорта Российской Федерации;
- С 2010 по 2019 гг. — член Экспертного Совета по повышению инновационности государственных закупок Министерства транспорта Российской Федерации.
- С 2011 по 2019 гг. — член Совета Национального объединения саморегулируемых организаций в области энергетического обследования;
- С 2011 по 2021 гг. — член Экспертного Совета по дорожному хозяйству и логистической инфраструктуре при Комитете Государственной Думы РФ по транспорту и строительству.
- С 2013 года — член Научно-технического совета Федерального дорожного агентства Министерства транспорта Российской Федерации.
- С 2013 по 2021 гг. — член Координационного совета по совершенствованию теории и практики нормативного регулирования автодорожного комплекса, в целях повышения качества и безопасности автотранспортных услуг при Комитете Государственной Думы по транспорту и строительству.
- С 2014 года — академик Международной академии транспорта.
- С 2015 по 2019 гг. — член Коллегии Федерального Дорожного агентства.
- С 2015 по 2021 гг. — член Комиссии РСПП по строительному комплексу.
- С 2017 года — член Совета по стандартизации при Федеральном агентстве по техническому регулированию и метрологии (Росстандарт);
- член Экспертного совета по нормативному обеспечению дорожной деятельности при Минтрансе России;
- член Попечительского совета ФГБОУ ВО «СибАДИ».
- С 2019 года — член Секции «Техническое регулирование, стандартизация. Экспертиза, строительный контроль, государственный надзор. Строительная промышленность.» Экспертного совета по строительству, промышленности строительных материалов и проблемам долевого строительства при Комитете Государственной Думы по строительству и жилищно-коммунальному хозяйству.

## Награды

### Государственные награды Российской Федерации
Орден Почёта (11 марта 2003 года)
Заслуженный строитель Российской Федерации (15 апреля 1998 года)

#### Ведомственные и общественные награды
- Почётный дорожник России (26 июня 2006 года),
- Почётный работник транспорта России (16 сентября 2002 года),
- Почетный строитель России (28 марта 2012 года),
- Почетный дорожник СНГ (21 февраля 2013 года),
- Почетный дорожник Республики Таджикистан (10 июня 2015 года).
- Медаль «За заслуги в развитии транспортного комплекса России» (27 января 2015 года);
- Медаль «За строительство транспортных объектов» (06 декабря 2021 года);
- Медаль «200 лет МВД России» (05 июня 2002 года);
- Медаль «80 лет гражданской авиации России» (12 февраля 2003 года);
- Медаль «100 лет со дня учреждения Государственной Думы в России» (24 апреля 2006 года),
- Знак «В память 200-летия Управления водяными и сухопутными сообщениями» (07 сентября 2009 года);
- Памятная медаль "За строительство автодороги «Амур» (30 июля 2010 года);
- Почетная грамота Министерства транспорта РФ (31 июля 2006 года);
- Почетная грамота Государственного Комитета РФ по жилищной и строительной политике;
- Почетная грамота МЧС России (13 декабря 2001 года);
- Почетная грамота Национального объединения строителей (08 декабря 2011 года).
- Нагрудный знак «За заслуги» Саморегулирования в строительстве Национального объединения строителей (11 июля 2012 года);
- Медаль Ассоциации Национального объединения строителей «За заслуги» (08 декабря 2012 года);
- Медаль им. И. А. Лихачева Международной академии транспорта (26 мая 2015 года);
- Памятная медаль Межправительственного Совета дорожников «Минин Александр Васильевич» (23 июня 2016 года);
- Памятная медаль Межправительственного Совета дорожников «Насонов Анатолий Павлович» (05 декабря 2016 года);
- Медаль Международной академии транспорта «Имени П. П. Мельникова» (17 февраля 2017 года);
- Медаль Общероссийского профессионального союза работников автомобильного транспорта и дорожного хозяйства «Медаль Л. А. Яковлева» (27 февраля 2017 года);
- Медаль Общероссийского отраслевого объединения работодателей в дорожном хозяйстве «АСПОР» «Медаль имени А. А. Николаева» (27 февраля 2017 года);
- Почетный знак Национального объединения строителей «За вклад в развитие строительной отрасли» (01 марта 2017 года);
- Медаль Ассоциации НОЭ «За заслуги в энергосбережении» (12 апреля 2017 года);
- Медаль им. Н. Е. Жуковского Международной академии транспорта (04 июля 2018 года) ;
- Памятная медаль Межправительственного Совета дорожников «Казарновский Владимир Давидович» (15 февраля 2019 года);
- Памятная медаль Межправительственного Совета дорожников «Алиев Али Мусаевич» (11 июня 2019 года).